# Kim Todzi
Kim Sebastian Todzi (geboren am 13. November 1981) ist ein deutscher Historiker. Er arbeitet am Fachbereich Geschichte der Universität Hamburg und war von 2018 bis 2025 wissenschaftlicher Koordinator der Forschungsstelle „Hamburgs (post-)koloniales Erbe“.

## Leben und Wirken
An der Universität Hamburg studierte Kim Todzi die Fächer Geschichte, Neuere deutsche Literaturwissenschaft und Allgemeine Erziehungswissenschaft. Nach dem Magister-Abschluss begann er mit einer Dissertation, die von Jürgen Zimmerer betreut wurde. In seiner Doktorarbeit erforschte er die Geschichte des „Woermann-Konzerns“ und dessen Beziehung zum deutschen Kolonialismus. Die Arbeit wurde 2023 mit dem Walter-Markov-Preis ausgezeichnet.
In seiner wissenschaftlichen Arbeit beschäftigt sich Todzi mit der Sozial- und Wirtschaftsgeschichte des Kolonialismus, Pharmaziegeschichte und mit postkolonialer Erinnerungskultur. Todzi plädiert für einen bewussteren Umgang mit kolonialen Denkmälern, der auch Leerstellen der Erinnerung wahrnimmt.
Todzis Werk Unternehmen Weltaneignung. Der Woermann-Konzern und der deutsche Kolonialismus 1837–1916 wurde von Matthias Arning in der Frankfurter Rundschau als lesenswerte Studie rezensiert. Todzi stelle schlüssig dar, wie Adolph Woermann Otto von Bismarck 1884 überzeugte, deutsche Schutzgebiete auszuweisen und wie der Woermann-Konzern dann vor allem im Kongogebiet vom Kolonialismus profitierte.

## Schriften (Auswahl)
- mit Jürgen Zimmerer (Hrsg.): Hamburg: Tor zur kolonialen Welt. Erinnerungsorte der (post-) kolonialen Globalisierung (= Hamburger Beiträge zur Geschichte der kolonialen Globalisierung. Band 1). Wallstein-Verlag, Göttingen 2021, ISBN 978-3-8353-5018-2.
- mit Frank Jacob (Hrsg.): Genocidal Violence. Concepts, Forms, Impact (= Genocide and Mass Violence in the Age of Extremes. Band 6). De Gruyter Oldenbourg, Berlin 2023, ISBN 978-3-11-078070-3.
- Unternehmen Weltaneignung. Der Woermann-Konzern und der deutsche Kolonialismus 1837–1916 (= Hamburger Beiträge zur Geschichte der kolonialen Globalisierung. Band 2). Wallstein-Verlag, Göttingen 2023, ISBN 978-3-8353-5367-1.
- mit Jürgen Zimmerer, Friederike Odenwald (Hrsg.): Displacing and Displaying the Objects of Others. The Materiality of Identity and Depots of Global History (= European Colonialism in Global Perspective. Band 3). De Gruyter Oldenbourg, Berlin 2024, ISBN 978-3-11-099664-7.